# Моховский археологический комплекс
Мо́ховский археологи́ческий ко́мплекс — археологический комплекс X—XI веков в Лоевском районе Гомельской области Белоруссии. Расположен близ деревни Мохов, в 8 км севернее посёлка Лоев на правом берегу Днепра, выше устья реки Сож.
Состоит из мысового городища, селища и курганного могильника.

## История изучения
Могильник открыт и впервые исследован в 1890 году В. З.
Завитневичем, который насчитал в Мохове более 600 насыпей. Им было раскопано 26
курганов.
С 2003 года исследованием Мохова занимается экспедиция под руководством
О. А. Макушникова. Им раскопано более 20 курганов и частично исследовано
городище и селище.

## Могильник
Моховский могильник вместе с городищем и поселением входит в состав Моховского комплекса археологических памятников, относящихся к эпохе становления древнерусской государственности на землях юго-востока Белоруссии. Общая площадь памятника около 25 га. В конце XIX века некрополь насчитывал свыше 600 насыпей из которых сохранилось более 300. На могильнике представлен достаточно разнообразный погребальный обряд. До 38 % составляют кремации. В ингумациях кроме традиционной для региона западной ориентировки умерших отмечена также восточная и северная (последняя характерна для территорий расселения финно-угров). Большая часть погребений относится ко второй половине X — первой половине XI века.
В материалах могильника отчётливо прослеживаются северные черты. В нескольких курганах выявлены каменные обкладки, характерные для Северной Европы и, в частности, для Скандинавии. Среди погребального инвентаря присутствуют предметы кривичского, балтского и прибалтийско-финского происхождения. Встречены предметы вооружения (топоры, копья) и находки, характерные для торгово-ремесленных центров и «дружинной культуры» (весы, гирьки, поясные бляшки). В погребениях Мохова практически отсутствуют элементы культуры местного радимичского и дреговичского населения.

## Значение
На современном этапе исследований Моховский комплекс интерпретируется как крупный военизированный лагерь X—XI веков, созданный по инициативе великокняжеского Киева в качестве опорного пункта для подчинения радимичей и дреговичей. Этим объясняется присутствие здесь выходцев из Северной Руси и Северной Европы — практика переселения во вновь созданные военные лагеря иноплеменных воинов хорошо известна по Повести временных лет при описании строительства оборонительных линий князя Владимира.